# Deivid Rodríguez Barrera
David Omar Rodríguez Barrera (Las Palmas de Gran Canaria, 27 de enero de 1989), conocido como Deivid, es un exfutbolista español. Jugaba como defensa.

## Trayectoria
Deivid se inició en los infantiles de la U. D. Las Palmas, pero dejó la cadena de filiales para marcharse al vecino Universidad donde debutó en el fútbol profesional. Tras dos años en segunda B la desaparición del club universitario lo dejó libre para fichar por el Sevilla Fútbol Club, integrándose en la plantilla del filial.
En su segundo año en el club debutó en primera de la mano de Míchel, jugando un total de cinco partidos con el primer equipo. A pesar de ello al final de la temporada su contrato con el equipo sevillista no fue renovado. Tras esa decepción decidió volver a su ciudad natal, fichando por dos años con la U. D. Las Palmas.
Tras cumplir las dos temporadas en segunda división dejó el club canario, para  fichar con el Córdoba Club de Fútbol, equipo recién ascendido a la primera división. En julio de 2016 renovó su vinculación con el club cordobés por dos años más.
El 12 de julio de 2017 fichó por el Real Valladolid C. F., vinculándose al club pucelano por dos temporadas. En su primera temporada se hizo con la titularidad, pero una lesión le hizo perderse los últimos 4 meses de la misma. Al finalizar este primer año, que se saldó con el ascenso de los pucelanos, rescindió su contrato y se incorporó de nuevo a la U. D. Las Palmas.
En enero de 2020 se marchó cedido al Nea Salamina Famagusta chipriota hasta el término de la temporada.  La suspensión de la liga chipriota le obligó a volver a Las Palmas, quedando sin ficha hasta final de temporada. Finalmente en agosto de 2020 rescindió su contrato quedando libre. Días más tarde se incorporó al Atlético Paso, club palmero de la Tercera División de España. El 15 de septiembre de 2021 su contrato fue rescindido tras verse involucrado en un altercado con algunos de sus compañeros de equipo.
En enero volvió a la Tercera Federación fichando lo que quedaba de temporada por el Unión Deportiva Villa de Santa Brígida. Tras acabar la temporada se retiró de la práctica activa del fútbol para dedicarse a tareas administrativas, pasando a formar parte del equipo de Luis Helguera, director deportivo de la U. D. Las Palmas. El 16 de noviembre de 2024 renunció a este cargo después de que el club le abriese un expediente a causa de una condena en firme por violencia de género.

## Clubes
Actualizado al último partido jugado el 14 de mayo de 2022.
| Club                         | País   | Año       | Competición        | Parts. | Goles |
| ---------------------------- | ------ | --------- | ------------------ | ------ | ----- |
| Universidad Las Palmas C. F. | España | 2008-2009 | Segunda B          | 34     | 0     |
| Universidad Las Palmas C. F. | España | 2009-2010 | Segunda B          | 33     | 1     |
| Sevilla Atlético             | España | 2010-2011 | Segunda B          | 33     | 3     |
| Sevilla Atlético             | España | 2011-2012 | Segunda B          | 22     | 1     |
| Sevilla Fútbol Club          | España | 2011-2012 | Primera            | 5      | 0     |
| Unión Deportiva Las Palmas   | España | 2012-2013 | Segunda            | 37     | 0     |
| Unión Deportiva Las Palmas   | España | 2012-2013 | Copa del Rey       | 4      | 0     |
| Unión Deportiva Las Palmas   | España | 2013-2014 | Segunda            | 42     | 0     |
| Córdoba Club de Fútbol       | España | 2014-2015 | Primera            | 21     | 0     |
| Córdoba Club de Fútbol       | España | 2014-2015 | Copa del Rey       | 1      | 0     |
| Córdoba Club de Fútbol       | España | 2015-2016 | Segunda            | 40     | 0     |
| Córdoba Club de Fútbol       | España | 2015-2016 | Copa del Rey       | 1      | 0     |
| Córdoba Club de Fútbol       | España | 2016-2017 | Segunda            | 17     | 0     |
| Real Valladolid              | España | 2017-2018 | Segunda            | 24     | 1     |
| U. D. Las Palmas             | España | 2018-2019 | Segunda            | 10     | 0     |
| U. D. Las Palmas             | España | 2018-2019 | Copa del Rey       | 1      | 0     |
| U. D. Las Palmas             | España | 2019-20   | Segunda            | 5      | 0     |
| U. D. Las Palmas             | España | 2019-20   | Copa del Rey       | 2      | 0     |
| Nea Salamina Famagusta       | Chipre | 2019-20   | Primera División   | 4      | 0     |
| Atlético Paso                | España | 2020-21   | Tercera División   | 27     | 1     |
| Atlético Paso                | España | 2021-22   | Tercera Federación | 0      | 0     |
| U. D. Villa de Santa Brígida | España | 2021-22   | Tercera Federación | 16     | 0     |